# Градска џамија у Прњавору
Градска џамија у Прњавору, налази се у центру града Прњавора, а саграђена је 1800. године.
Током Рата у Босни и Херцеговини, 1992. године је срушена, а обновљена је 2004. године.

## Историјат
За џамију у Прњавору није познато ко ју је подигао и када. Према неким писаним траговима сазидана је 1800. године. Око 1850. године џамија је преправљена и покривена црепом. Имала је средње витку осмоугаону дрвену мунару која је „излазила из крова” и била је са покривеном галеријом и отворима средње величине изнад дрвене ограде шерефе.
На месту старе џамије подигнута је нова 1962. године. Након обнове 1962. године уз џамију је изграђена нова бетонска мунара, а стари кровни покривач је замењен новим, црепом. Џамија је срушена (минирана и запаљена) 1992. године током Рата у Босни и Херцеговини, а обновљена је 2004. године. Нови објекат, димензија 15 х 9 метара, рађен је у виду скелетне конструкције (армирано-бетонски серклажи и греде) са испуном од опеке, те се разликује од претходних објеката.

## Харем џамије
У складу са Законом о проведби одлука Комисије за очување националних споменика Босне и Херцеговине, свако добро, да би било проглашено за национални споменик, треба бити обновљено у складу са одобрењем за рехабилитацију издатим од надлежног ентитетског Министарства. Примењујући критеријуме за доношење одлука о проглашењу добра националним спомеником, Комисија је дониела одлуку да националним спомеником прогласи харем џамије.
Уз џамију постоји пространије гробље, али са малим бројем нишана, већином без натписа. На једном нишану (нишан Херцеглић Халила) са турбаном, висине 70 цм исклесан је у ситном несхи-писму натпис о његовом подизању, који датира из 1878. године. Са једне стране нишана Херцеглића изведено је четири пута у украсном писму име Мухамед. Харем џамије је и данас активан. Нишан Херцеглић Халила је срушен када и џамија 1992. године. Тренутно се воде активности на проналажењу и враћању нишана на старо место.